# Virginia Raggi

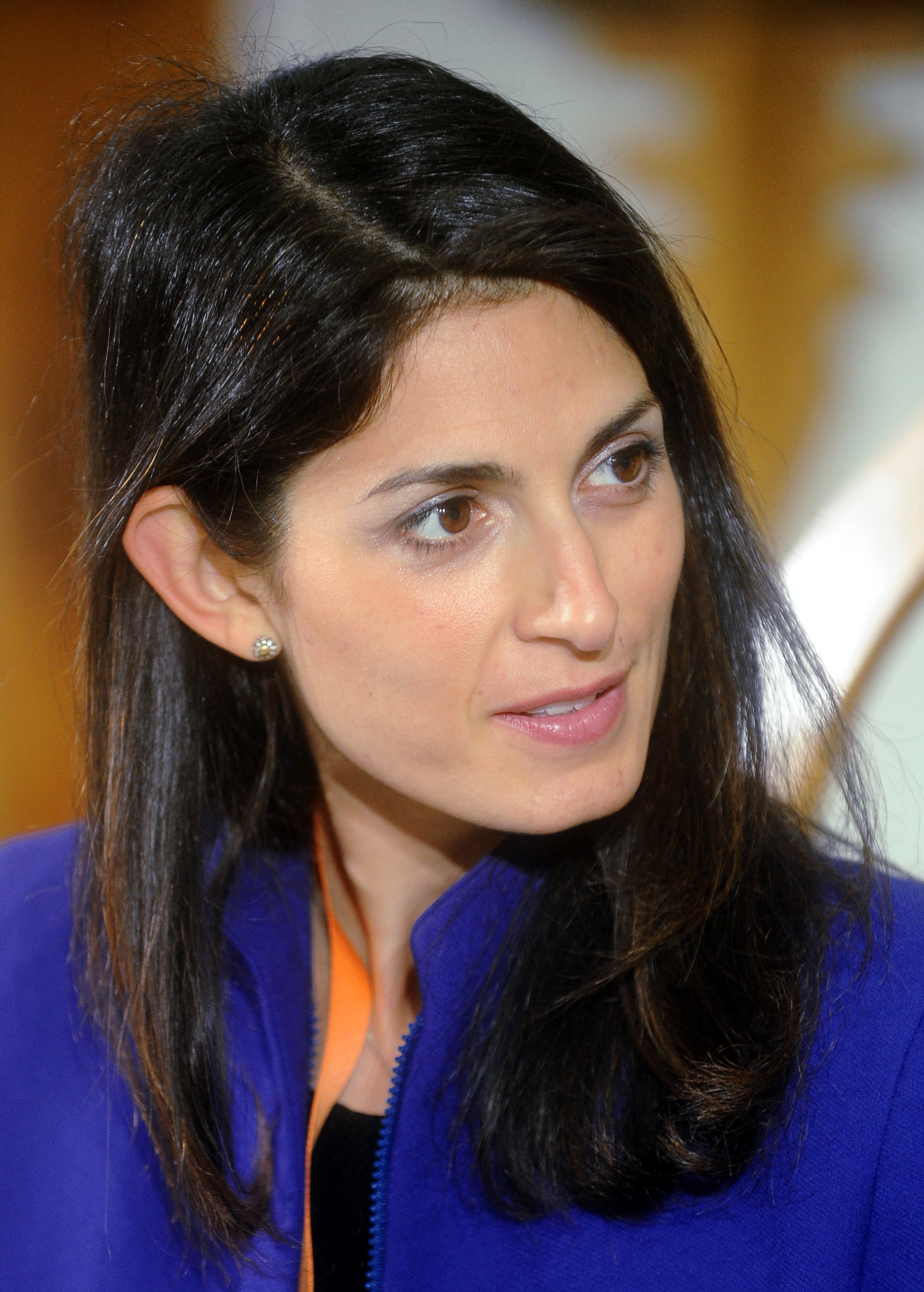
Virginia Raggi.

Virginia Elena Raggi, född 18 juli 1978 i Rom, är en italiensk jurist och politiker som representerar Femstjärnerörelsen. Hon var åren 2016-2021 borgmästare i  Rom. Hon blev den första kvinnan att bli vald till borgmästare i staden.